# 福地寿樹
福地 寿樹（ふくち かずき、本名：福地 和広（ふくち かずひろ）、1975年12月17日 - ）は、佐賀県武雄市出身の元プロ野球選手（外野手、内野手）。

## 経歴

### プロ入り前
中学校時代から俊足で鳴らし、2年生でハードルで県大会優勝。佐賀県立杵島商業高等学校に進学後は硬式野球部に所属し、3年生最後の県大会ではベスト4まで勝ち進み、佐賀県高校選抜でも「4番・遊撃手」を務めた。高校通算打率は4割を超え、通算本塁打も18本を数えている。
1993年度ドラフト会議にて、広島東洋カープから4巡目指名を受けて入団。背番号は53。

### 広島時代
プロ1年目の1994年はウエスタン・リーグで39試合に出場し5つの盗塁を決めた。翌年から二軍の主力に定着し、1995年から1998年まで4年連続ウエスタン盗塁王に輝いた。
1997年には背番号を44に変更し、10月10日の対ヤクルトスワローズ戦（明治神宮野球場）で、消化試合ながら「2番・二塁手」で一軍初出場を果たした。
1998年にはウエスタン・リーグ史上唯一となる年間50盗塁を記録した。
1999年から登録名を「和広」から「寿樹」へ変更。4月20日の対読売ジャイアンツ戦（広島市民球場）で上原浩治からプロ初安打となる遊撃内野安打を放った。
2000年に代走の切り札として一軍に定着し、2003年まで4年連続2桁盗塁を記録する。
2003年は「1番・二塁手」でプロ初の開幕先発出場の座を掴み、4月12日の対中日ドラゴンズ戦（ナゴヤドーム）でプロ初本塁打を放った。5月以降は木村拓也にレギュラーを奪われたが、外野手としても出場するなど準レギュラーとして活躍、セントラル・リーグ2位タイとなる20盗塁を記録した。
2004年は開幕前に右足首靱帯断裂の重傷を負う。足が武器の福地にとっては大きな痛手となり、結局この年の盗塁数は0に終わった。シーズン最終戦の最終打席（10月14日、対横浜ベイスターズ戦の9回二死無走者）で吉見祐治からシーズン初安打となる二塁打を放ち、ノーヒットノーラン献上を目前で阻止した。
2005年には走塁面で復調して2年ぶりの盗塁を決めるなど、最終的には8盗塁を記録したが、出場機会には恵まれず、チームも最下位に終わった。
2006年3月23日、青木勇人との交換トレードで西武ライオンズへ移籍。背番号はプロ入り時と同じ53。

### 西武時代
2006年開幕より好調な打撃を見せ、セ・パ交流戦からは「1番・右翼手」として定着、競争の激しい西武外野陣の中でレギュラーを掴み取った。同年6月7日には13年目にして初となるヒーローインタビューを受けたほか、広島時代には12年間で僅か1本しか打てなかった本塁打も同年だけで4本打っており、打率も.289を記録、最大の持ち味である盗塁もリーグ3位の25個を決め、プロ13年目にして大きく飛躍したシーズンとなった。
2007年もオープン戦から好調で、中堅手のレギュラーだった赤田将吾が離脱したこともあり、「1番・中堅手」で2度目の開幕先発出場を果たした。序盤は不調で佐藤友亮・栗山巧と中堅手のレギュラーを争う形となったが、徐々に調子を上げ、6月16日の対広島戦では5打数5安打を記録するなど、印象的な固め打ちも多かった。8月以降は栗山の成長や自身の出塁率の低迷もあり、代走・守備要員に回る機会が多くなったが、28個の盗塁を記録した。
同年12月21日FA権行使によって、東京ヤクルトスワローズから西武ライオンズへ移籍してきた石井一久の人的補償選手として、ヤクルトへ移籍することが決まり、12月26日付でヤクルトの支配下選手に登録されたことが公示された。2008年1月9日に入団発表を行い、背番号は29に決まった。

### ヤクルト時代

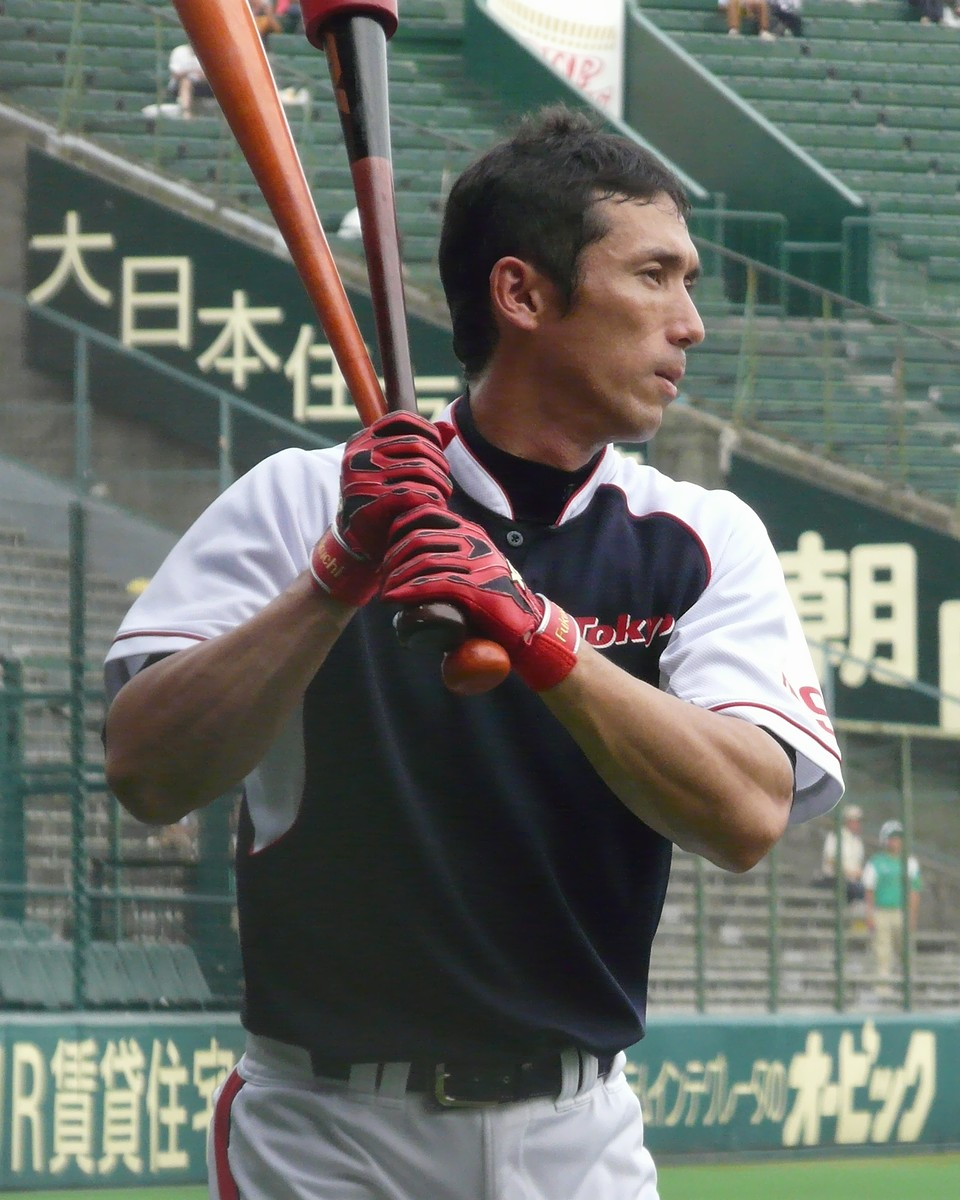
2008年7月16日阪神甲子園球場

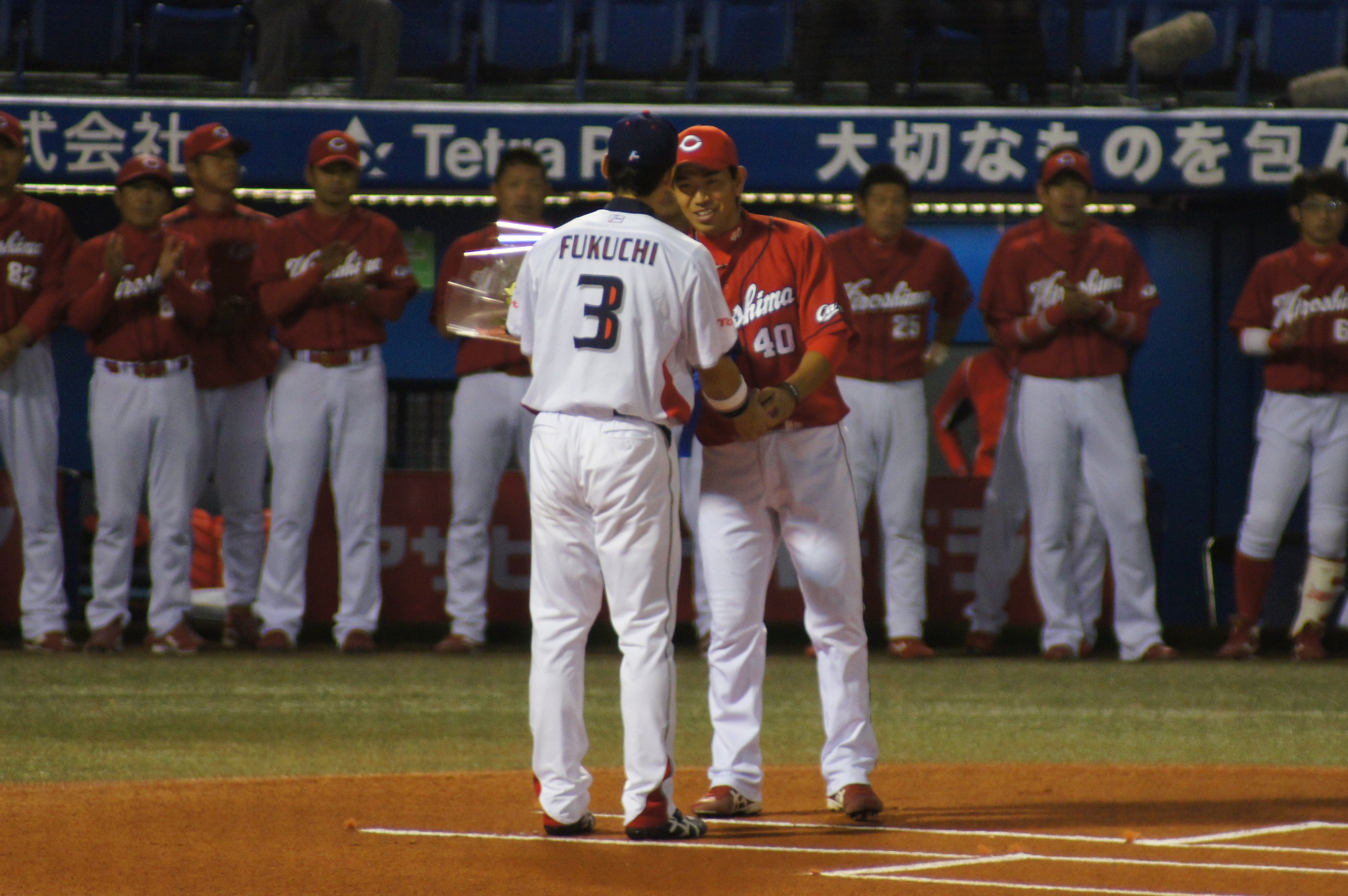
2012年10月7日 古巣広島から花束贈呈

2008年は開幕先発出場を逃したものの、徐々に調子を上げて1番打者として定着し、同年8月12日より7試合連続マルチ安打を達成した。9月28日の広島市民球場公式戦最終戦では同球場での最後の打者となり、永川勝浩の前に空振り三振に倒れている。最終戦の10月12日には自身初の一塁手で先発出場した。最終的には131試合に出場して初の規定打席に到達、打率.320・9本塁打、61打点と自己最高の成績を残した。また、俊足を生かしてリーグ最多となる7本の三塁打を放った。42盗塁も自己最多で、赤星憲広を1差で躱してセ・リーグ盗塁王に輝き、15年目にして初のタイトル獲得となった。また、人的補償で他球団へ移籍してのタイトル獲得は福地が唯一の事例である。その活躍からWBC日本代表候補に名前が挙がった。
2009年は背番号を3に変え、基本は「1番・左翼手」で出場した。打率・出塁率は前年に及ばなかったものの盗塁死数も減少し、2年連続盗塁王を獲得した。9月28日には通算200盗塁を決めている。
2010年も開幕から「1番・左翼手」として起用されたが、4月8日に左ふくらはぎの肉離れによって登録を抹消される。5月2日に再登録されるも、その後は打撃不振により先発を外れることが多くなり、主に代走・守備固めなどで起用された。8月10日の対巨人戦では11回裏に押し出し死球でサヨナラ勝利を勝ち取り、チームの7連勝に貢献した。打席に立つ機会は減ったものの、最終的には打率.246、盗塁23（盗塁死4）という成績を残した。
2011年も足のスペシャリストとしてチームに貢献していたが、6月18日の対千葉ロッテマリーンズ戦で、二塁へのスライディング時に左肩関節を脱臼し、戦線離脱。終盤に復帰し、10月9日の対広島戦では9回一死まで無安打に抑えていた前田健太からサヨナラ打を放った。クライマックスシリーズファイナルステージ進出にも貢献したが、出場試合は40試合に留まった。
2012年は復調して83試合に出場。12盗塁で失敗は僅か1つと盗塁成功率が9割を超えた。また、代打でも27打数10安打、打率.370、出塁率.433の活躍を見せた。9月26日の対阪神タイガース戦で通算1000試合出場、10月4日の対広島戦（マツダスタジアム）で史上44人目となる通算250盗塁を達成。この250盗塁を花道とし、10月6日に同年限りでの現役引退を発表した。10月7日、シーズン最終戦の対広島戦では5回に代打として出場、その後も守備に就き、8回裏には横山竜士から中前安打を放ったが、牽制でアウトになっている。試合後にはチームメイトから胴上げされた。中日とのクライマックスシリーズファーストステージには3試合とも出場し、第3戦では「7番・中堅手」として先発出場したがチームは敗れ、これが現役最後の試合となった。11月1日に任意引退公示された。

### 現役引退後
2012年オフの明治神宮球場で開催されたファン感謝DAYで、同じく引退を表明していた宮出隆自と合同で引退セレモニーが行われ、ファンや関係者に感謝を伝えた。
2013年、東京ヤクルトスワローズの二軍外野守備走塁コーチに就任。背番号は「73」。コーチ就任後も本名ではなく福地寿樹の名義を使用している。2014年、一軍外野守備走塁コーチに配置転換。2020年、二軍チーフコーチに配置転換。2021年、一軍外野守備走塁コーチに配置転換。同年限りで退団した。退団理由については「前々から野球とは違う分野でチャレンジしたいことがあって今年で退団することを決めました。」と明かしている。
2022年1月8日、15日放送の『球辞苑 〜プロ野球が100倍楽しくなるキーワードたち〜』（NHK BS1）にゲスト出演。
東京から離れていたこともあり、メディアに出演することは少なくなった。
2022年10月24日、2023年から広島東洋カープの二軍打撃兼走塁コーチを務めることが発表された。背番号は85。2025年からは二軍のヘッドコーチも兼任する。

## 選手としての特徴・人物
現役時代は俊足巧打の韋駄天として活躍し、二度の盗塁王を獲得。ヤクルト時代のプロ入り15年目に初めて規定打席に到達し盗塁王のタイトルを獲得したことから、「遅咲きの星」と呼ばれた。
本人は盗塁のコツは「盗塁には足の速さだけでなく、相手のスキを突く洞察力、何より走る意欲が大事」だと話す。
広島OBで福地のスカウトを担当した備前喜夫は「（福地は）私が見た1990年代に入団した選手の中で最も足が速かった」と振り返っている。
自身が2度の移籍を経験し、移籍先で活躍したことから「自分が見てきた中でも『こいつなら他球団に行けば勝負できる』という選手がいる。プラスになるかマイナスになるかは分からないが、環境が変わることは一つのきっかけになる。そのようなきっかけを大切にして欲しいし、移籍が活発になったほうが選手にとってはいいと思う」と語っている。

## 詳細情報

### 年度別打撃成績
| 年 度      | 球 団      | 試 合 | 打 席 | 打 数 | 得 点 | 安 打 | 二 塁 打 | 三 塁 打 | 本 塁 打 | 塁 打 | 打 点 | 盗 塁 | 盗 塁 死 | 犠 打 | 犠 飛 | 四 球 | 敬 遠 | 死 球 | 三 振 | 併 殺 打 | 打 率 | 出 塁 率 | 長 打 率 | O P S |
| ---------- | ---------- | ----- | ----- | ----- | ----- | ----- | -------- | -------- | -------- | ----- | ----- | ----- | -------- | ----- | ----- | ----- | ----- | ----- | ----- | -------- | ----- | -------- | -------- | ----- |
| 1997       | 広島       | 2     | 5     | 5     | 0     | 0     | 0        | 0        | 0        | 0     | 0     | 0     | 0        | 0     | 0     | 0     | 0     | 0     | 2     | 0        | .000  | .000     | .000     | .000  |
| 1999       | 広島       | 14    | 26    | 25    | 4     | 6     | 0        | 1        | 0        | 8     | 1     | 4     | 1        | 0     | 0     | 1     | 0     | 0     | 3     | 0        | .240  | .269     | .320     | .589  |
| 2000       | 広島       | 51    | 21    | 17    | 18    | 1     | 1        | 0        | 0        | 2     | 0     | 11    | 7        | 0     | 0     | 4     | 0     | 0     | 5     | 0        | .059  | .238     | .118     | .356  |
| 2001       | 広島       | 52    | 9     | 7     | 12    | 4     | 1        | 0        | 0        | 5     | 2     | 10    | 4        | 1     | 0     | 1     | 0     | 0     | 1     | 0        | .571  | .625     | .714     | 1.339 |
| 2002       | 広島       | 53    | 103   | 97    | 17    | 25    | 3        | 1        | 0        | 30    | 5     | 16    | 5        | 3     | 0     | 3     | 1     | 0     | 26    | 0        | .258  | .280     | .309     | .589  |
| 2003       | 広島       | 91    | 173   | 159   | 32    | 41    | 7        | 0        | 1        | 51    | 4     | 20    | 8        | 8     | 0     | 5     | 0     | 1     | 42    | 2        | .258  | .285     | .321     | .606  |
| 2004       | 広島       | 19    | 19    | 17    | 3     | 1     | 1        | 0        | 0        | 2     | 0     | 0     | 2        | 1     | 0     | 0     | 0     | 1     | 5     | 0        | .059  | .111     | .118     | .229  |
| 2005       | 広島       | 30    | 11    | 11    | 9     | 2     | 0        | 0        | 0        | 2     | 0     | 8     | 1        | 0     | 0     | 0     | 0     | 0     | 1     | 0        | .182  | .182     | .182     | .364  |
| 2006       | 西武       | 91    | 333   | 294   | 51    | 85    | 11       | 5        | 4        | 118   | 22    | 25    | 9        | 16    | 0     | 16    | 1     | 7     | 47    | 2        | .289  | .341     | .401     | .742  |
| 2007       | 西武       | 117   | 356   | 319   | 43    | 87    | 14       | 3        | 0        | 107   | 20    | 28    | 7        | 13    | 1     | 15    | 0     | 8     | 47    | 6        | .273  | .321     | .335     | .656  |
| 2008       | ヤクルト   | 131   | 532   | 485   | 74    | 155   | 22       | 7        | 9        | 218   | 61    | 42    | 13       | 7     | 3     | 29    | 0     | 8     | 90    | 7        | .320  | .366     | .449     | .815  |
| 2009       | ヤクルト   | 137   | 543   | 504   | 75    | 136   | 13       | 5        | 5        | 174   | 34    | 42    | 6        | 5     | 3     | 27    | 1     | 4     | 86    | 4        | .270  | .310     | .345     | .656  |
| 2010       | ヤクルト   | 98    | 225   | 203   | 39    | 50    | 7        | 2        | 1        | 64    | 11    | 23    | 4        | 4     | 0     | 10    | 0     | 8     | 46    | 2        | .246  | .308     | .315     | .623  |
| 2011       | ヤクルト   | 40    | 65    | 58    | 13    | 9     | 2        | 1        | 0        | 13    | 5     | 10    | 2        | 3     | 0     | 2     | 0     | 2     | 13    | 0        | .155  | .210     | .224     | .434  |
| 2012       | ヤクルト   | 83    | 216   | 188   | 18    | 48    | 13       | 1        | 0        | 63    | 19    | 12    | 1        | 6     | 2     | 16    | 0     | 4     | 29    | 3        | .255  | .324     | .335     | .659  |
| 通算：15年 | 通算：15年 | 1009  | 2637  | 2389  | 408   | 650   | 95       | 26       | 20       | 857   | 184   | 251   | 70       | 67    | 9     | 129   | 3     | 43    | 443   | 26       | .272  | .320     | .359     | .679  |

- 各年度の太字はリーグ最多

### 年度別守備成績
| 年 度 | 球 団    | 一塁  | 一塁  | 一塁  | 一塁  | 一塁  | 一塁     | 二塁  | 二塁  | 二塁  | 二塁  | 二塁  | 二塁     | 外野  | 外野  | 外野  | 外野  | 外野  | 外野     |
| 年 度 | 球 団    | 試 合 | 刺 殺 | 補 殺 | 失 策 | 併 殺 | 守 備 率 | 試 合 | 刺 殺 | 補 殺 | 失 策 | 併 殺 | 守 備 率 | 試 合 | 刺 殺 | 補 殺 | 失 策 | 併 殺 | 守 備 率 |
| ----- | -------- | ----- | ----- | ----- | ----- | ----- | -------- | ----- | ----- | ----- | ----- | ----- | -------- | ----- | ----- | ----- | ----- | ----- | -------- |
| 1997  | 広島     | -     | -     | -     | -     | -     | -        | 1     | 2     | 3     | 0     | 0     | 1.000    | -     | -     | -     | -     | -     | -        |
| 1999  | 広島     | -     | -     | -     | -     | -     | -        | 2     | 3     | 1     | 0     | 1     | 1.000    | 5     | 8     | 0     | 1     | 0     | .889     |
| 2000  | 広島     | -     | -     | -     | -     | -     | -        | 1     | 0     | 0     | 0     | 0     | -        | 22    | 11    | 0     | 0     | 0     | 1.000    |
| 2001  | 広島     | -     | -     | -     | -     | -     | -        | 2     | 2     | 0     | 0     | 0     | 1.000    | 13    | 4     | 0     | 1     | 0     | .800     |
| 2002  | 広島     | -     | -     | -     | -     | -     | -        | 21    | 48    | 69    | 2     | 8     | .983     | 16    | 14    | 1     | 0     | 0     | 1.000    |
| 2003  | 広島     | -     | -     | -     | -     | -     | -        | 24    | 53    | 57    | 3     | 16    | .973     | 56    | 29    | 1     | 0     | 0     | 1.000    |
| 2004  | 広島     | -     | -     | -     | -     | -     | -        | -     | -     | -     | -     | -     | -        | 14    | 8     | 0     | 0     | 0     | 1.000    |
| 2005  | 広島     | -     | -     | -     | -     | -     | -        | 1     | 1     | 3     | 1     | 0     | .800     | 12    | 3     | 0     | 0     | 0     | 1.000    |
| 2006  | 西武     | -     | -     | -     | -     | -     | -        | -     | -     | -     | -     | -     | -        | 86    | 148   | 4     | 0     | 2     | 1.000    |
| 2007  | 西武     | -     | -     | -     | -     | -     | -        | -     | -     | -     | -     | -     | -        | 99    | 177   | 5     | 2     | 0     | .989     |
| 2008  | ヤクルト | 1     | 7     | 0     | 0     | 1     | 1.000    | -     | -     | -     | -     | -     | -        | 123   | 179   | 6     | 1     | 1     | .995     |
| 2009  | ヤクルト | 2     | 12    | 1     | 0     | 0     | 1.000    | -     | -     | -     | -     | -     | -        | 129   | 217   | 5     | 0     | 1     | 1.000    |
| 2010  | ヤクルト | -     | -     | -     | -     | -     | -        | -     | -     | -     | -     | -     | -        | 91    | 100   | 1     | 1     | 0     | .990     |
| 2011  | ヤクルト | -     | -     | -     | -     | -     | -        | -     | -     | -     | -     | -     | -        | 30    | 33    | 0     | 0     | 0     | 1.000    |
| 2012  | ヤクルト | -     | -     | -     | -     | -     | -        | -     | -     | -     | -     | -     | -        | 60    | 79    | 0     | 1     | 0     | .988     |
| 通算  | 通算     | 3     | 19    | 1     | 0     | 1     | 1.000    | 52    | 109   | 133   | 6     | 25    | .976     | 756   | 1010  | 23    | 7     | 4     | .993     |

### タイトル
- 盗塁王：2回（2008年、2009年）

### 表彰
- JA全農Go・Go賞：3回（最多二・三塁打賞：2008年8月 好走塁賞：2009年4月 最多盗塁賞：2011年4・5月）

### 記録
初記録
- 初出場・初先発出場：1997年10月10日、対ヤクルトスワローズ25回戦（明治神宮野球場）、「2番・二塁手」として先発出場
- 初安打：1999年4月20日、対読売ジャイアンツ4回戦（広島市民球場）、5回裏に上原浩治から遊撃内野安打
- 初盗塁：1999年9月23日、対中日ドラゴンズ27回戦（ナゴヤドーム）、9回表に二盗（投手：宣銅烈、捕手：中村武志）
- 初打点：1999年10月6日、対横浜ベイスターズ27回戦（広島市民球場） 8回裏に阿波野秀幸から左前適時打
- 初本塁打：2003年4月12日、対中日ドラゴンズ2回戦（ナゴヤドーム）、3回表に紀藤真琴から右越2ラン

節目の記録
- 200盗塁：2009年9月28日、対阪神タイガース19回戦（明治神宮野球場）、7回裏に二盗（投手：筒井和也、捕手：矢野輝弘） ※史上69人目
- 1000試合出場：2012年9月26日、対阪神タイガース21回戦（明治神宮野球場）、「2番・左翼手」として先発出場 ※史上457人目
- 250盗塁：2012年10月4日、対広島東洋カープ22回戦（MAZDA Zoom-Zoom スタジアム広島）、6回表に二盗（投手：大竹寛、捕手：石原慶幸） ※史上44人目

### 背番号
- 53（1994年 - 1996年、2006年 - 2007年）
- 44（1997年 - 2005年）
- 29（2008年）
- 3（2009年 - 2012年）
- 73（2013年 - 2021年）[注 2]
- 85（2023年[21] - ）

### 登録名
- 福地 和広（ふくち かずひろ、1994年 - 1998年）
- 福地 寿樹（ふくち かずき、1999年 - 2012年）

### 登場曲
- 「Long Train Runnin'」Doobie Brothers